# کلاف سردرگم (فیلم ۲۰۰۹)
کلاف سردرگم (فرانسوی: Micmacs à tire-larigot) یک فیلم سینمایی کمدی فرانسوی محصول سال ۲۰۰۹ میلادی به کارگردانی ژان-پیر ژونه است.

## تولید
ژان-پیر ژونه در ابتدا شخصیت بازیل را برای جمال دبوز نوشت.   اما دببوز پس از سه هفته با استناد به اختلافات هنری و مالی این پروژه را ترک کرد.  این نقش بعداً به دنی بون سپرده شد.  کارگردان برای تحقیق در هنگام تهیه فیلم از کارخانجات تولید اسلحه در بلژیک دیدن کرد. برخی گفتگوها مستقیماً از مصاحبه‌های فروشندگان اسلحه گرفته شد. 

## فیلمبرداری
این فیلم در چندین مکان در پاریس و اطراف پاریس از جمله قسمت بیرونی موزه اورسی فیلمبرداری شده است.  همچنین در چندین ایستگاه قطار ، از جمله ایستگاه لیون ، ایستگاه سن-لازار نیز فیلمبرداری انجام شده است.    